# Phostria temira
Phostria temira là một loài bướm đêm trong họ Crambidae.